# Traishöchstädt
Traishöchstädt ist ein Gemeindeteil des Marktes Dachsbach im Landkreis Neustadt an der Aisch-Bad Windsheim (Mittelfranken, Bayern). Die Gemarkung Traishöchstädt hat eine Fläche von 7,556 km². Sie ist in 727 Flurstücke aufgeteilt, die eine durchschnittliche Fläche von 10394,03 m² haben. In ihr liegen neben dem namensgebenden Ort die Gemeindeteile Arnshöchstädt und Göttelbrunn.

## Geographische Lage
Das Haufendorf liegt zwischen Neustadt und Höchstadt am Aschenbach, der dreieinhalb Kilometer nordöstlich der Aisch zufließt. Südwestlich befinden sich die Aschenbachweiher und die Klingerweiher. Eine Gemeindeverbindungsstraße führt nach Arnshöchstädt (1,6 km östlich) bzw. zur Bundesstraße 470 (3 km westlich), eine weitere führt nach Peppenhöchstädt (1,3 km nördlich).

## Geschichte
Wie im ganzen Aischtal bestimmten die Nürnberger Burggrafen die Geschicke der Region. Von Neustadt an der Aisch als Vicedomsitz verwalteten sie wie Peppenhöchstädt auch Traishöchstädt ab 1285. Der Ort wurde am 4. April 1285 als „Trabishofestetten“ erstmals urkundlich erwähnt, als der Nürnberger Burggraf Friedrich III. den Ort dem Kölner Erzbischof Siegfried zu Lehen auftrug. Eine deutlich frühere Besiedelung ist anzunehmen. Seit Jahrhunderten wird Landwirtschaft, Viehzucht, Jagd und insbesondere Fischerei betrieben. Die systematisch angelegten Teiche zur Karpfenzucht übersteigen die Ortsfläche um mehr als das Dreifache.
Gegen Ende des 18. Jahrhunderts gab es in Traishöchstädt 16 Anwesen. Das Hochgericht und die Dorf- und Gemeindeherrschaft übte das brandenburg-bayreuthische Kasten- und Jurisdiktionsamt Dachsbach aus. Grundherren waren das Fürstentum Bayreuth (Kasten- und Jurisdiktionsamt Dachsbach: 1 Hof, 4 Güter, 1 Schmiede, 4 Gütlein, 1 Haus; Klosteramt Birkenfeld: 1 Hof), die Pfarrei Oberhöchstädt (1 Gut) und das Landesalmosenamt der Reichsstadt Nürnberg (1 Hof, 2 Halbhöfe).
Von 1797 bis 1810 unterstand der Ort dem Justizamt Dachsbach und Kammeramt Neustadt. Im Jahre 1810 kam Traishöchstädt an das Königreich Bayern. Im Rahmen des Gemeindeedikts wurde Traishöchstädt zunächst dem 1811 gebildeten Steuerdistrikt Kairlindach zugeordnet, 1813 dann dem neu entstandenen Steuerdistrikt Birnbaum. Im gleichen Jahr wurde es der Ruralgemeinde Traishöchstädt gebildet, zu der Arnshöchstädt, Gottesgab, Göttelbrunn, Peppenhöchstädt und Rohensaas gehörten. Mit dem Zweiten Gemeindeedikt (1818) entstanden daraus zwei Ruralgemeinden:
- Peppenhöchstädt mit Gottesgab und Rohensaas;
- Traishöchstädt mit Arnshöchstädt und Göttelbrunn.[9][10]

Die Ruralgemeinde Traishöchstädt war in Verwaltung und Gerichtsbarkeit dem Landgericht Neustadt an der Aisch zugeordnet und in der Finanzverwaltung dem Rentamt Neustadt an der Aisch (1919 in Finanzamt Neustadt an der Aisch umbenannt, seit 1972 Finanzamt Uffenheim). Ab 1862 gehörte Traishöchstädt zum Bezirksamt Neustadt an der Aisch (1939 in Landkreis Neustadt an der Aisch umbenannt). Die Gerichtsbarkeit blieb beim Landgericht Neustadt an der Aisch (1879 in das Amtsgericht Neustadt an der Aisch umgewandelt). Die Gemeinde hatte 1964 eine Gebietsfläche von 7,549 km².
Am 1. Januar 1972 wurde Traishöchstädt im Zuge der Gebietsreform in Bayern nach Dachsbach eingemeindet.
Zur Stromerzeugung Traishöchstädts tragen heute ein Dutzend auf den Dächern installierte Solaranlagen mit einer Gesamtleistung von über 125 kW bei. Die Anwohner wehren sich daher gegen die geplante Errichtung dreier 200 Meter hoher Windkraftanlagen auf den benachbarten bewaldeten Anhöhen.

### Ehemalige Baudenkmäler
- Haus Nr. 11⁄2: Schulhaus; zweigeschossiger Quaderbau am Westeingang des Ortes, um 1860; zwei zu fünf Achsen, stichbogige Fenster mit profilierten Bänken und Gurtgesimsen, Giebel mit Konsolauskragungen, Dreipassfenster[15]
- Haus Nr. 14: eingeschossiges Doppelwohnstallhaus des 18. Jh., im 19. Jh. umgebaut; östliche Hälfte Frackdachbau, westliche mit Ecklisenen, Sockel und verkröpftem Gurtband; mehrere Hofeinfahrtpfeiler mit profiliertem Kämpfer und Pyramidenstumpfaufsatz[15]
- Haus Nr. 16: eingeschossiges Wohnstallhaus mit Ecklisenen und verkröpftem Gurtband; im Sturz der Haustür „17 IMD 56“[15]

### Einwohnerentwicklung
Gemeinde Traishöchstädt
| Jahr      | 1818   | 1840   | 1852   | 1855   | 1861   | 1867   | 1871   | 1875   | 1880   | 1885   | 1890   | 1895   | 1900   | 1905   | 1910   | 1919   | 1925   | 1933   | 1939   | 1946   | 1950   | 1952   | 1961   | 1970   |
| Einwohner | 189    | 262    | 277    | 260    | 278    | 263    | 247    | 237    | 243    | 226    | 202    | 217    | 228    | 242    | 245    | 224    | 211    | 199    | 178    | 234    | 251    | 218    | 169    | 137    |
| Häuser    | 38     | 46     |        |        |        |        | 44     |        |        | 47     | 43     |        | 43     |        |        |        | 39     |        |        |        | 35     |        | 35     |        |
| Quelle    | [ 17 ] | [ 18 ] | [ 19 ] | [ 19 ] | [ 20 ] | [ 21 ] | [ 22 ] | [ 23 ] | [ 24 ] | [ 25 ] | [ 26 ] | [ 19 ] | [ 27 ] | [ 19 ] | [ 28 ] | [ 19 ] | [ 29 ] | [ 19 ] | [ 19 ] | [ 19 ] | [ 30 ] | [ 19 ] | [ 12 ] | [ 31 ] |

Ort Traishöchstädt
| Jahr      | 001818 | 001840 | 001861 | 001871 | 001885 | 001900 | 001925 | 001950 | 001961 | 001970 | 001987 | 002013 | 002020 |
| Einwohner | 117    | 144    | 164    | 145    | 124    | 149    | 125    | 166    | 100    | 88     | 97     | 97     | 93     |
| Häuser    | 22     | 27     |        |        | 27     | 25     | 22     | 21     | 21     |        | 21     |        |        |
| Quelle    | [ 17 ] | [ 18 ] | [ 20 ] | [ 22 ] | [ 25 ] | [ 27 ] | [ 29 ] | [ 30 ] | [ 12 ] | [ 31 ] | [ 32 ] |        | [ 1 ]  |

## Religion
Traishöchstädt ist seit der Reformation evangelisch-lutherisch geprägt und bis heute nach St. Marien (Dachsbach) gepfarrt.

## Veranstaltungen
An Pfingsten wird im Ort die Kärwa gefeiert und ein Umzug mit Themenwagen veranstaltet.